# Дългокрак дъждосвирец
Дългокракият дъждосвирец (Charadrius leschenaultii) е птица от семейство Дъждосвирцови (Charadriidae).

## Разпространение
Видът гнезди в полупустините и оголените земи на Турция и на изток в Централна Азия. Този вид е силно мигриращ, зимува в пясъчните плажове в Източна Африка, Южна Азия и Австралазия. Рядко се среща в Западна Европа, където е регистриран чак до Исландия. Той е забелязан два пъти в Северна Америка, като последният е на 14 май 2009 г. в Джаксънвил, Флорида.
Среща се и в България.